# Ґудово
Ґудово (пол. Gudowo, нім. Baumgarten) — село в Польщі, у гміні Дравсько-Поморське Дравського повіту Західнопоморського воєводства.
Населення — 439 осіб (2011).
У 1975-1998 роках село належало до Кошалінського воєводства.

## Демографія
Демографічна структура станом на 31 березня 2011 року:
|          | Загалом | Допрацездатний вік | Працездатний вік | Постпрацездатний вік |
| -------- | ------- | ------------------ | ---------------- | -------------------- |
| Чоловіки | 232     | 46                 | 169              | 17                   |
| Жінки    | 207     | 34                 | 130              | 43                   |
| Разом    | 439     | 80                 | 299              | 60                   |